# Campionato della Provincia di San Juan di hockey su pista
Il campionato sanjuanino di hockey su pista è il torneo istituito ed organizzato dalla Federazione di pattinaggio della Provincia di San Juan.

## Albo d'oro
| Stagione | Vincitore         | Secondo Posto | Terzo posto | Note |
| 1942     | Olimpia           |               |             |      |
| 1943     | Olimpia           |               |             |      |
| 1944     | Olimpia           |               |             |      |
| 1945     | Olimpia           |               |             |      |
| 1946     | Olimpia           |               |             |      |
| 1947     | Concepción        |               |             |      |
| 1948     | Concepción        |               |             |      |
| 1949     | Concepción        |               |             |      |
| 1950     | Concepción        |               |             |      |
| 1951     | Concepción        |               |             |      |
| 1952     | Concepción        |               |             |      |
| 1953     | Concepción        |               |             |      |
| 1954     | Concepción        |               |             |      |
| 1955     | Estudiantil       |               |             |      |
| 1956     | Social            |               |             |      |
| 1957     | Social            |               |             |      |
| 1958     | Olimpia           |               |             |      |
| 1959     | Estudiantil       |               |             |      |
| 1960     | Estudiantil       |               |             |      |
| 1961     | Estudiantil       |               |             |      |
| 1962     | Olimpia           |               |             |      |
| 1963     | Social            |               |             |      |
| 1964     | Social            |               |             |      |
| 1965     | Estudiantil       |               |             |      |
| 1966     | Estudiantil       |               |             |      |
| 1967     | Social            |               |             |      |
| 1968     | Estudiantil       |               |             |      |
| 1969     | Social            |               |             |      |
| 1970     | Concepción        |               |             |      |
| 1971     | Estudiantil       |               |             |      |
| 1972     | Estudiantil       |               |             |      |
| 1973     | Concepción        |               |             |      |
| 1974     | Estudiantil       |               |             |      |
| 1975     | Concepción        |               |             |      |
| 1976     | Concepción        |               |             |      |
| 1977     | Estudiantil       |               |             |      |
| 1978     | Estudiantil       |               |             |      |
| 1979     | Concepción        |               |             |      |
| 1980     | Estudiantil       |               |             |      |
| 1981     | Olimpia           |               |             |      |
| 1982     | Concepción        |               |             |      |
| 1983     | UV Trinidad       |               |             |      |
| 1984     | UV Trinidad       |               |             |      |
| 1985     | UV Trinidad       |               |             |      |
| 1986     | UV Trinidad       |               |             |      |
| 1987     | Social            |               |             |      |
| 1988     | Estudiantil       |               |             |      |
| 1989     | UV Trinidad       |               |             |      |
| 1990     | UV Trinidad       |               |             |      |
| 1991     | Concepción        |               |             |      |
| 1992     | Social            |               |             |      |
| 1993     | UV Trinidad       |               |             |      |
| 1994     | UV Trinidad       |               |             |      |
| 1995     | UV Trinidad       |               |             |      |
| 1996     | Olimpia           |               |             |      |
| 1997     | Olimpia           |               |             |      |
| 1998     | Olimpia           |               |             |      |
| 1999     | Social            |               |             |      |
| 2000     | Olimpia           |               |             |      |
| 2001     | Olimpia           |               |             |      |
| 2002     | Bancaria          |               |             |      |
| 2003     | Bancaria          |               |             |      |
| 2004     | Concepción        |               |             |      |
| 2005     | Centro Valenciano |               |             |      |
| 2006     | Estudiantil       |               |             |      |
| 2007     | Estudiantil       |               |             |      |
| 2008     | Centro Valenciano |               |             |      |
| 2009     | Estudiantil       |               |             |      |
| 2010     | Olimpia           |               |             |      |
| 2011     | Social San Juan   |               |             |      |
| 2012     | Banco Hispano     |               |             |      |
| 2013     | S.E.C.            |               |             |      |
| 2014     | Richet Zapata     |               |             |      |
| 2015     | Richet Zapata     |               |             |      |

### Riepilogo vittorie per squadra
| Numero | Club              | Anni                                                                                                 |
| ------ | ----------------- | --- |
| 17     | Estudiantil       | 1955, 1959, 1960, 1961, 1965, 1966, 1968, 1971, 1972, 1974, 1977, 1978, 1980, 1988, 2006, 2007, 2009 |
| 16     | Concepción        | 1947, 1948, 1949, 1950, 1951, 1952, 1953, 1954, 1970, 1973, 1975, 1976, 1979, 1982, 1991, 2004       |
| 14     | Olimpia           | 1942, 1943, 1944, 1945, 1946, 1958, 1962, 1981, 1996, 1997, 1998, 2000, 2001, 2010                   |
| 9      | UV Trinidad       | 1983, 1984, 1985, 1986, 1989, 1990, 1993, 1994, 1995                                                 |
| 9      | Social            | 1956, 1957, 1963, 1964, 1967, 1969, 1987, 1992, 1999                                                 |
| 2      | Bancaria          | 2002, 2003                                                                                           |
| 2      | Centro Valenciano | 2005, 2008                                                                                           |
| 2      | Richet Zapata     | 2014, 2015                                                                                           |
| 1      | Social San Juan   | 2011                                                                                                 |
| 1      | Banco Hispano     | 2012                                                                                                 |
| 1      | S.E.C.            | 2013                                                                                                 |